# Anthoscopus minutus
Anthoscopus minutus là một loài chim trong họ Remizidae.